# Hadrodactylus longicornis
Hadrodactylus longicornis är en stekelart som först beskrevs av Cresson 1864.  Hadrodactylus longicornis ingår i släktet Hadrodactylus och familjen brokparasitsteklar. Inga underarter finns listade i Catalogue of Life.